# Créneau
Der Créneau ist ein Fluss in Frankreich, der im Département Aveyron in der Region Okzitanien verläuft. Er entspringt am östlichen Ortsrand von Salles-la-Source, entwässert generell in nordwestlicher Richtung und mündet nach rund 18 Kilometern im Gemeindegebiet von Nauviale als linker Nebenfluss in den Dourdou de Conques. In seinem Oberlauf nähert sich dem Créneau die Bahnstrecke Capdenac–Rodez.

## Orte am Fluss
(Reihenfolge in Fließrichtung)
- Salles-la-Source
- Pont les Bains, Gemeinde Salles-la-Source
- Marcillac-Vallon
- Cambret, Gemeinde Nauviale

## Sehenswürdigkeiten
Bei Salles-la-Source bildet der Créneau imposante Wasserfälle:
- Cascade de Salles-la-Source im Ortsgebiet
- Cascade de la Crouzie  etwa 350 Meter weiter abwärts